# 홉 섬머스
홉 섬머스(Hope Summers, 1896년 6월 7일 ~ 1979년 6월 22일)는 미국의 텔레비전 배우, 영화배우이다.
우들랜드힐스에서 사망하였다. 사인은 심부전이다.

## 영화
- 파울 플레이 (1978년)
- 창공의 에이스 엘리 (1973년)
- 돌파구 (1973년)
- 너의 토끼를 알게 되다 (1972년)
- 더 러닝 트리 (1969년)
- 로즈메리의 아기 (1968년) - 길모어 부인 역
- 페넬로피 (1966년)
- 아이들의 시간 (1961년)
- 나의 세 아들 (1960년)
- 추격 (1959년)
- 엣지 오브 이터너티 (1959년)
- 하운드-독 맨 (1959년)
- 피터 건 (1958년)
- 리턴 오브 드라큐라 (1958년)
- 딜론 보안관 (1955년)